# Khanat de Chirvan

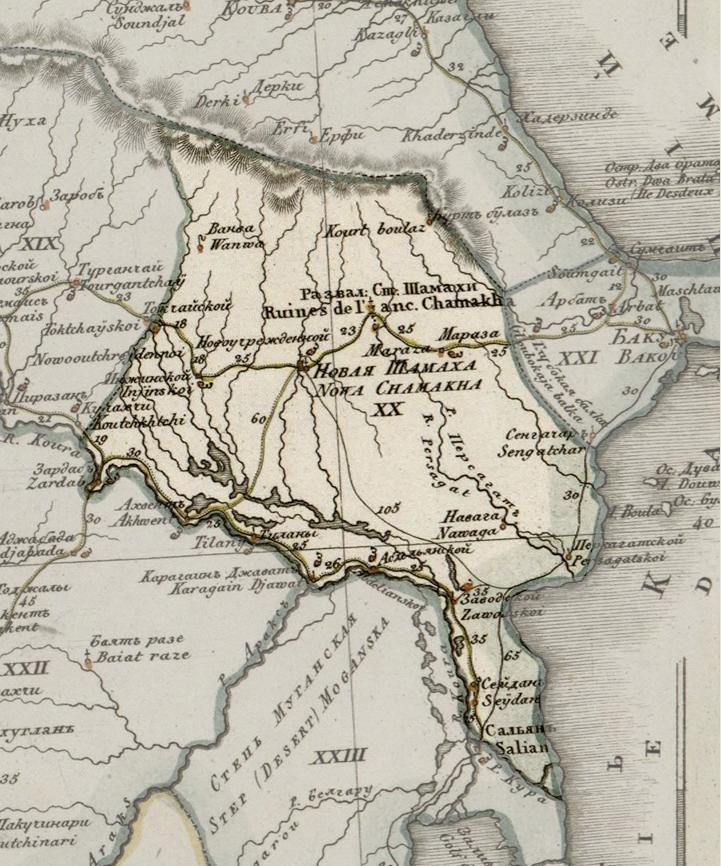
Chirvan Khanat sur la carte du Caucase

Le khanat de Chirvan est un Khanats d'Azerbaïdjan semi-indépendant  dont le territoire se trouve situé  dans l'Azerbaïdjan actuel et qui s'est constitué dans le cœur de l'ancien domaine des Chirvanchahs, annexé par les Séfévides au XVIe siècle. La décadence de l'Iran après le règne de Nader Chah donne l'occasion aux dynastes locaux de tenter de s'implanter dans le Chirvan, autour de la ville de Chamakhi. Ils doivent toutefois lutter entre eux et contre leur puissant voisin, le khanat de Kouba. 

## Historique

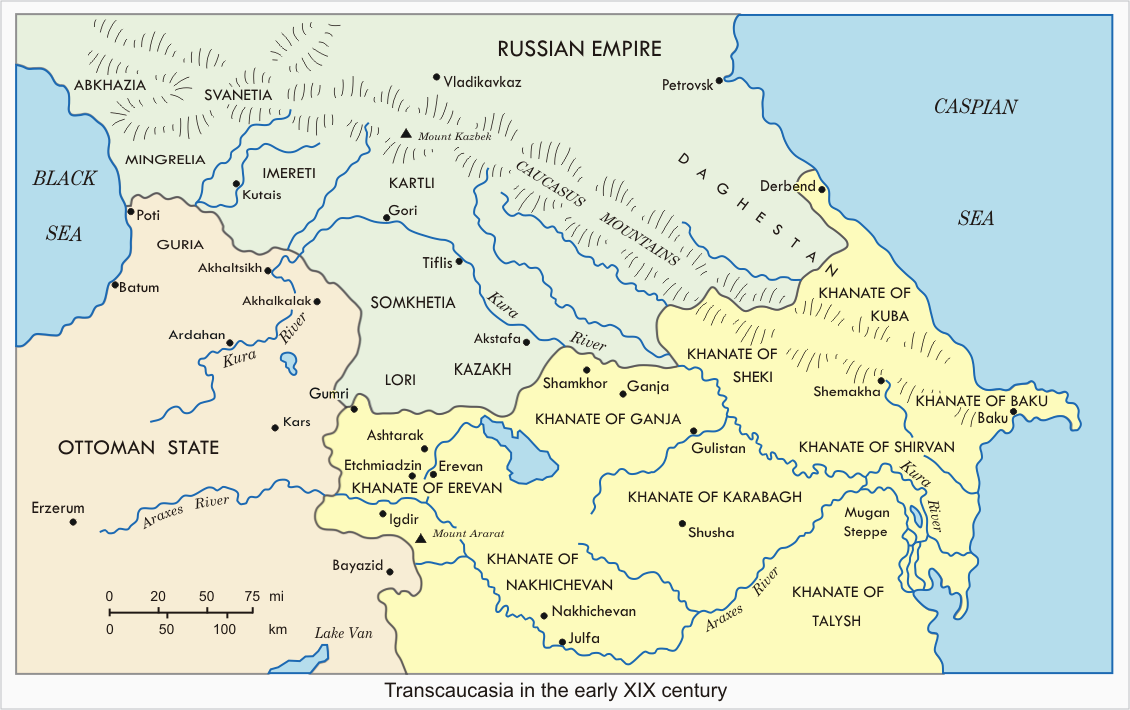
Les khanats de Transcaucasie au début du XIXe siècle.

L'affaiblissement du pouvoir des Séfévides permet à un chef de guerre lezghien, Dawud Khan, d'établir un pouvoir autonome dans la région de Chamakhi à partir de 1721. En 1742, la ville de Chamakhi, capitale du khanat, est prise et détruite par Nader Chah. Les habitants doivent reconstruire une ville homonyme à environ 50 km aux pieds de la chaine principale du Caucase, Kodja Chamakhi (i.e. « Nouvelle Chamakhi »), l'actuelle ville d'Ağsu. Cette nouvelle cité devient la résidence de Hadji Muhammed Ali Khan, fils de Sufi Nabi, qui se proclame indépendant après la mort de Nadîr Shâh et y règne de 1748 à  1765.
À la même époque, le centre de l'ancien khanat autonome dit Yeni Chamakhi (i.e. « Vieille Shamakhi ») poursuit son existence sous l'autorité de deux frères, Muhammad Khan Sayyid et Aghasi Khan, fils d'Askar Bik (i.e. Beg ; 1748-1767). Ils réussissent en 1765 à tuer Hadjji Muhammed Ali Khan et prennent le contrôle de Kodja Chamakhi, ce qui réunifie le khanat. Après la fusion des deux entités, le site de Kodja Chamakhi est finalement abandonné, et la vieille cité reconstruite en 1786.
Pendant la période de 1767 à 1789, le khanat de Chirvan tombe sous la dépendance directe ou indirecte de son puissant voisin Fath Ali, khan de Kouba de 1758 à 1789. Muhammad Khan Sayyid et Aghasi Khan sont obligés de s'exiler. En 1789, un fils de Muhammed Khan Sayyid, Qasim Khan, réussit à prendre le trône à son frère Askar Khan, vassal du khanat de Kouba, mais il doit ensuite le céder à Mustafa Khan, un fils d'Aghasi Khan.
Lors de l'expédition russe en Perse de 1796, une armée de 30 000 Russes commandés par le général Valérien Zoubov s'empare de Derbent, Chamakhi, Bakou et de l'ensemble du Chirvan ; mais à la suite du décès de l'impératrice Catherine II de Russie, les Russes doivent se retirer de leur  conquête. Le Chirvan n'est finalement vassalisé par la Russie qu'en 1805, avec le khanat de Kouba. Cet état de fait est ultérieurement confirmé par le traité de Golestan en 1813.
Mustafa Khan règne cependant jusqu'en 1820, année où il s'enfuit en Iran, et le khanat est annexé définitivement à l'Empire russe. Plus tard, Moustafa Khan obtient son pardon ; il revient en Russie et meurt à Elisavetpol en 1835.

## Liste des khans de Chirvan
- 1721-1728 : Dawud Khan (ru) ;
- 1728-1734 : Surhai Ier Chamkhal de Qazi Qumuq (ru) ou Kazi-Kumukh (1700-1741) ;

### Khan de Kodja Chamakhi
- 1748-1765 : Hadji Muhammad Ali (en), fils de Sufi Nabi.

### Khans de Yeni Chamakhi
- 1748-1767 : Muhammad Khan Sayyid (az), fils d'Askar Bik. Khan de Kodja Chamakhi en 1765 ;
- 1748-1767 : Aghasi Khan (en), son frère. Khan de Kodja Chamakhi en 1765 ;
- 1767-1769 : annexion par Fath Ali (en), khan de Kouba (1758-1789) ;
- 1769-1770 : Abd Allah Beg, son frère, khan de Bakou (1770-1772) ;
- 1770-1773 : Ildar Beg, fils de Murtada Ali, fils de Surhai Ier Chamkhal de Qazi Qumuq ;
- 1773-1778 : annexion par Fath Ali, khan de Kouba ;
- 1778-1787 : Muhammad Khan Sayyid, restauré puis déposé, mort en 1788 ;
- 1778-1785 : Aghasi Khan, restauré puis déposé, mort en 1788.

### Réunification
- 1787-1787 : Hadji Muhammad Rida, fils de Muhammad Sayyid ;
- 1787-1789 : annexion par Fath Ali, khan de Kouba ;
- 1789-1792 : Manaf, fils de Muhammad Ali ;
- 1792-1792 : Askar Khan (az), fils de Muhammad Sayyid ;
- 1792-1792 : Qasim Khan (az), fils de Muhammad Sayyid ;
- 1792-1796 : Mustafa Khan (en), fils d'Aghasi Khan ;
- 1796-1796 : Qasim Khan (az), restauré puis déposé ;
- 1796-1820 : Mustafa Khan (en), fils d'Aghasi Khan, déposé et mort en 1835.